# Amadeo VIII de Saboya
Amadeo VIII de Saboya (4 de septiembre de 1383-7 de enero de 1451) fue un noble Italiano que tuvo los títulos de conde de Saboya (1391-1416), conde de Aosta y Maurienne (1391-1439), duque de Saboya (1416-1440), príncipe del Piamonte (1418-1439), antipapa (como Félix V; 1439-1449) y obispo de Ginebra y Lausana.

## Biografía
Era hijo de Amadeo VII, conde de Saboya y de Bona de Berry, nació en Chambéry el 4 de septiembre de 1383. Sucedió a su padre y fue ayudado a gobernar por su abuela Bona de Borbón, quien más tarde fue destituida por intrigas familiares.
Amadeo VIII intenta mantener estables los territorios de su Estado sobre todo con la diplomacia, aunque a menudo tiene que vérselas con bandas armadas de mercenarios pagados por los enemigos de los Saboya. Debido a estas amenazas se ocupa de reparar las fortificaciones de Ivrea. Por su expresa voluntad, en octubre de 1395, será confiscada a un noble de Ivrea, la torre que había al suroeste del Palacio Municipal para instalar en ella un reloj de campana aunque esa torre será demolida en 1794.
Está considerado como el principal fundador del estado de Saboya por sus adquisiciones como el condado de Ginebra, sin Ginebra, pero con Annecy o la incorporación definitiva del Piamonte a sus estados y por conseguir del Emperador Segismundo, el 14 de febrero de 1416 el título de Duque. En 1418, muere Ludovico, el último príncipe de Acaya con lo que incorpora los territorios de este a sus estados. El 30 de octubre de 1401 se celebra el enlace concertado desde mayo con Maria de Borgoña que le dará abundante descendencia. En 1426 logra también Vercelli; en el año 1430 promulgara el Statuta Sabaudiae que es una recopilación administrativa y judicial, siendo más bien, el inicio de una constitución de gobierno de sus estados. El bienio comprendido entre 1433 y 1434, lo dedicará a someter numerosas villas de la zona del Montferrato. En Ivrea comenzará la construcción del llamado «naviglio» o canal navegable.

### Vida religiosa y ascenso al papado

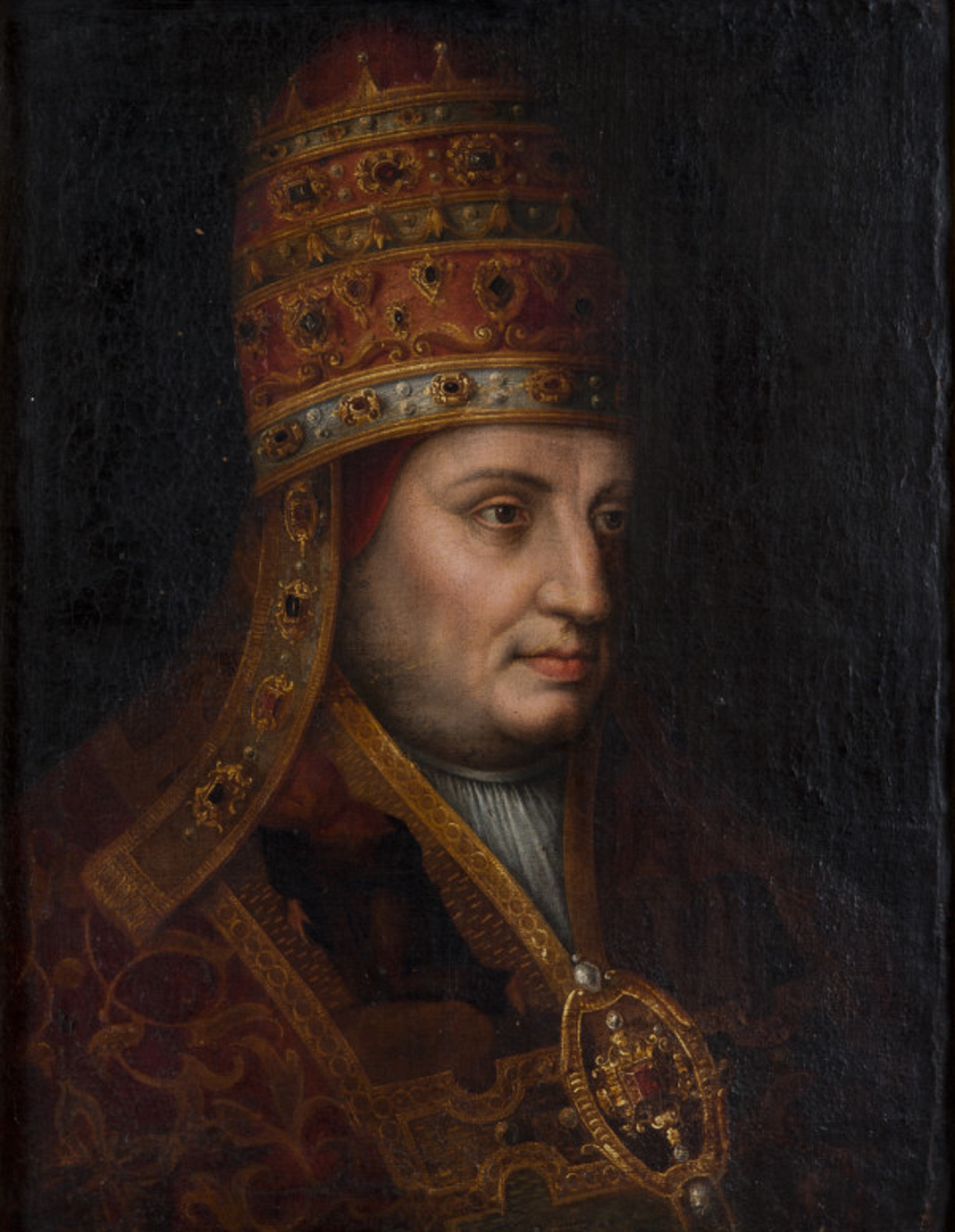
Amadeo VIII como el antipapa Félix V

Escudo papal de Félix V

En 1434, Amadeo abdica a favor de su hijo, retirándose a la vida eclesiástica y fundando la Orden de los Caballeros de San Mauricio. En 1439 es investido antipapa seguramente debido a las influencias y conflictos habidos con el papa tras el Concilio de Florencia, en el que parte de la Iglesia griega no aceptaba la unión con Roma. Además, la caída de Constantinopla poco tiempo después será el detonante para la celebración del Concilio de Basilea, en donde el 15 de julio de 1439 es declarado hereje el hasta entonces papa, Eugenio IV, y es nombrado en su lugar Amadeo de Saboya, que aceptará bajo el nombre de Félix V.
Su vida casi monástica no se vio muy alterada aunque sí aceptará ser investido en la catedral de Lausana delante de los pocos que reconocen su autoridad, el 23 de julio de 1440, aunque las revoluciones internas dentro de la iglesia ya han pasado, Amadeo estará en el cargo hasta la muerte de Eugenio IV en 1449, abdicando inmediatamente del Trono de Pedro.

### Muerte
Amadeo fallecerá el 7 de enero de 1451 en Ginebra, siendo enterrado en Ripaille, de donde será trasladado un siglo después por su descendiente Manuel Filiberto a la capilla de la Sindone, en Turín.

## Matrimonio y descendencia
Se casó con María de Borgoña (1380-1422), hija de Felipe II de Borgoña y nieta de Juan II de Francia y tuvieron nueve hijos:
1. Margarita de Saboya (13 de mayo de 1405-1418).
2. Antonio de Saboya (septiembre de 1407-12 de diciembre de 1407).
3. Antonio de Saboya (1408-10 de octubre de 1408).
4. María de Saboya, (enero de 1411-22 de febrero de 1469), casada con Filippo Maria Visconti, duque de Milán.
5. Amadeo de Saboya (26 de marzo de 1412-17 de agosto de 1431), príncipe de Piamonte.
6. Luis de Saboya (24 de febrero de 1413-29 de enero de 1465), su sucesor.
7. Bona de Saboya (septiembre 1415-25 de septiembre de 1430).
8. Felipe de Saboya (1417-3 de marzo de 1444), conde de Ginebra.
9. Margarita de Saboya (7 de agosto de 1420-30 de septiembre de 1479), que se casó con:
  1. Luis III de Nápoles[4]
  2. Luis IV del Palatinado[5]
  3. Ulrico V de Wurtemberg